# Bahnhof Dresden Mitte
Der Bahnhof Dresden Mitte befindet sich am Rand der Dresdner Innenstadt. Der 1897 als Haltestelle Wettiner Straße eröffnete Bahnhof liegt an der Verbindungsbahn zwischen den Bahnhöfen Dresden Hbf und Dresden-Neustadt. In seiner Geschichte war er mehrfach als neuer Zentralbahnhof Dresdens in der Erörterung.

## Lage
Der Bahnhof Dresden Mitte liegt nahe der Dresdner Altstadt etwa 500 Meter westlich des Dresdner Zwingers an der Grenze zwischen den Stadtteilen Wilsdruffer Vorstadt und Friedrichstadt. In unmittelbarer Nähe befinden sich das Kongresszentrum Dresden, die ehemalige Zigarettenfabrik Yenidze, die Hochschule für Musik Carl Maria von Weber Dresden im ehemaligen Wettiner Gymnasium, das Krankenhaus Dresden-Friedrichstadt, sowie das Ostragehege mit der Messe und diversen Sportstätten. In der Nähe des Bahnhofes liegt außerdem die Staatsoperette Dresden auf dem Gelände des ehemaligen Kraftwerks Mitte.

## Geschichte

### Vorgeschichte und Errichtung
Die ursprünglichen Eisenbahnanlagen in Dresden folgten keinem Gesamtkonzept. Vielmehr hatte jede Privatbahn ihren eigenen Bahnhof als Endpunkt ihrer Fernstrecke gebaut, sodass es ab 1875 vier verschiedene unzureichend verknüpfte Fernbahnhöfe in Dresden gab. Außerdem stellten viele Kreuzungen zwischen Eisenbahn und Straße ein wesentliches Verkehrsproblem dar. Nachdem Ende der 1880er Jahre alle Dresden tangierenden Eisenbahnanlagen sich in Staatshand befanden, entschloss man sich zu einer grundlegenden Umgestaltung des Eisenbahnknotens Dresden unter Federführung von Baurat Otto Klette. Dabei sollte ein neuer Zentralbahnhof entstehen, über dessen Standort jedoch lange Zeit keine Einigkeit erzielt wurde. Nach dem Elbhochwasser im März 1845 hatte der Vermessungsinspekteur Karl Pressler angeregt, das Flussbett der Weißeritz nach Cotta umzuleiten und das ehemalige Flussbett für einen Dresdner Zentralbahnhof zu nutzen. Dieser Plan wurde aufgegriffen und das ehemalige Flussbett für eine Verbindungsbahn zwischen den Dresdner Fernbahnhöfen genutzt, anstelle eines Zentralbahnhofes wurde nun jedoch ein einfacher Bahnhof für den Vorortverkehr auf Höhe der Wettiner Straße eingerichtet. Neuer Hauptbahnhof wurde der ehemalige Böhmische Bahnhof, einerseits aufgrund seiner unmittelbaren Nähe zur Prager Straße, die sich im letzten Viertel des 19. Jahrhunderts zur bedeutendsten Geschäftsstraße Dresdens entwickelte, andererseits, da er bereits den am stärksten frequentierten Dresdner Bahnhof darstellte.

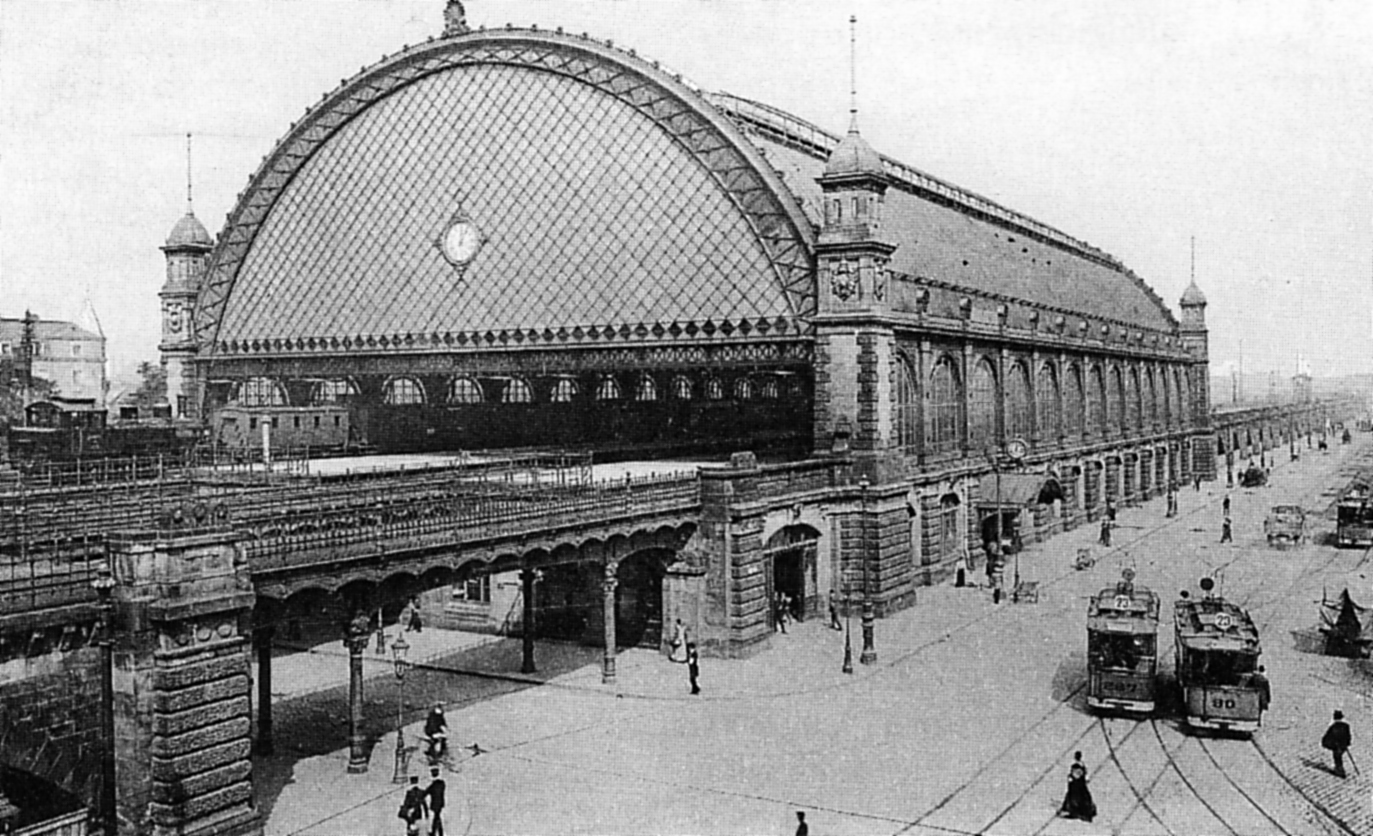
Der Bahnhof Wettiner Straße im Jahr 1908

Von 1891 bis September 1893 wurde die Weißeritz verlegt und am 1. August 1896 wurde der heutige Bahnhof Mitte provisorisch für den Durchgangsverkehr eröffnet. Die Einweihung als Haltestelle Wettiner Straße erfolgte am 1. Oktober 1897. Nach dem Vorbild der beiden Bahnhöfe Alexanderplatz und Friedrichstraße an der Berliner Stadtbahn erhielt dieser Bahnhof eine 100 Meter lange und 36 Meter breite Bahnsteighalle, die alle sechs Gleise überspannte. Die Gleise 1 und 4 waren dem Vorortverkehr und die Gleise 2 und 3 dem durchfahrenden Fernverkehr vorbehalten. Die Gleise 5 und 6 schließlich dienten dem Güterverkehr, der in südlicher Richtung sowohl nach Dresden-Friedrichstadt als auch in Richtung Hauptbahnhof geleitet werden konnte. Die Bahnhofshalle wurde von vier mit Türmchen verzierten Eckpfeilern flankiert, die die Lager der Halle kaschierten. Große Rundbogenfenster zierten die Längsseiten der Bahnsteighalle. Unter den in Hochlage gelegenen Gleisen waren Eingänge, Fahrkartenschalter, Gepäckabfertigung, Wartesäle und Restauration auf Straßenniveau untergebracht, ähnlich wie im Bahnhof Dresden-Neustadt. Diese für einen Nahverkehrsbahnhof umfangreichen Anlagen sind ein Hinweis auf seine große Bedeutung für den Berufs- und Geschäftsverkehr.

### Umbaupläne und Abriss der Bahnsteighalle

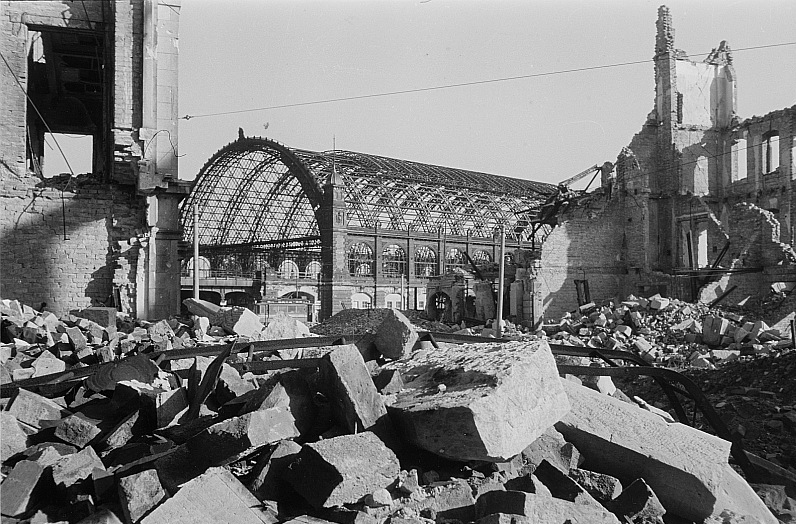
Der zerstörte Bahnhof im Jahr 1945

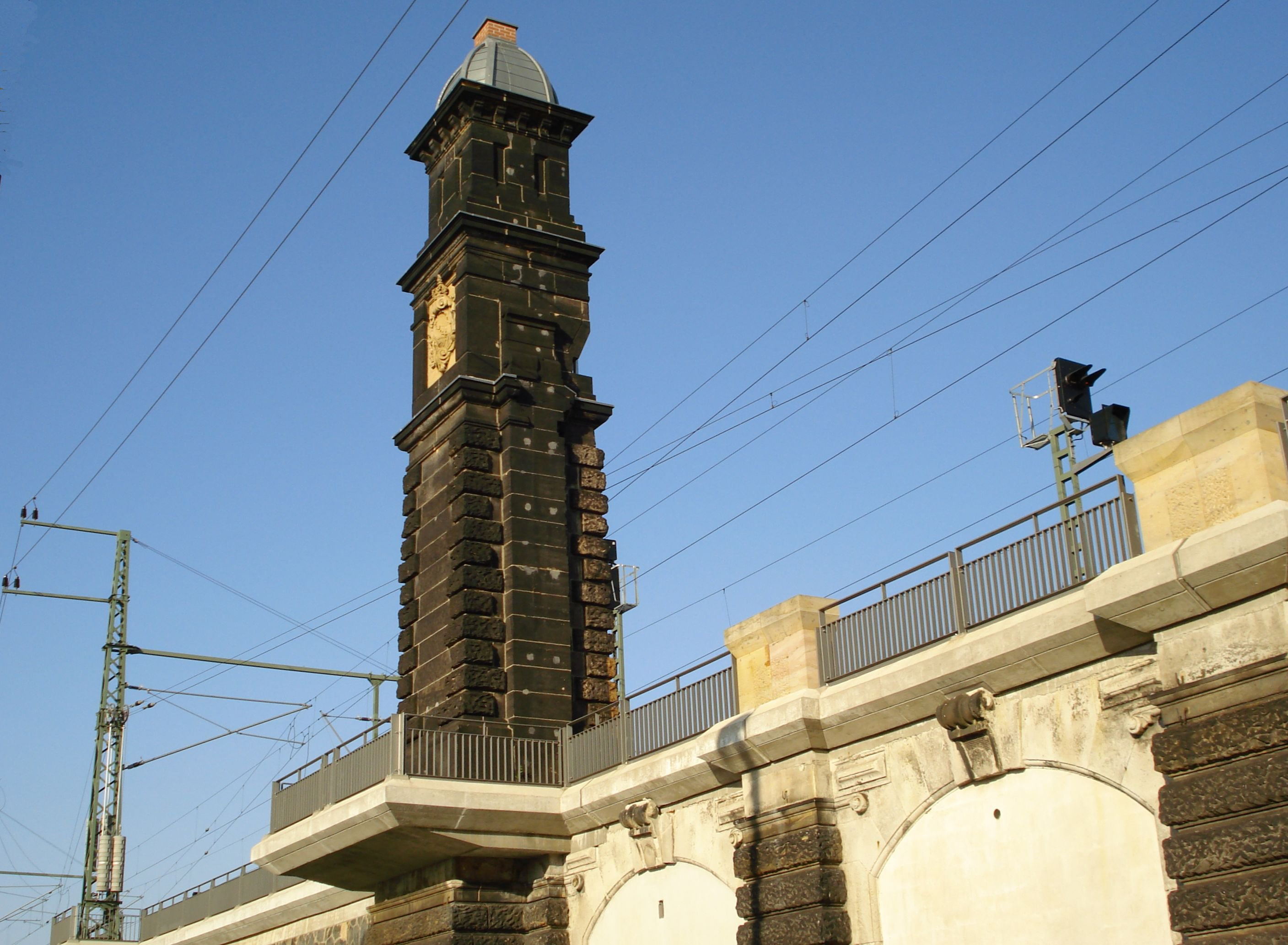
Erhaltener Eckpfeiler der ehemaligen Bahnsteighalle

Auch in der Folgezeit wurde ein Umbau des Bahnhofs zum Dresdner Hauptbahnhof mehrfach erwogen. Ende der 1930er Jahre planten die Nationalsozialisten eine Neugestaltung Dresdens, die einen neuen Zentralbahnhof anstelle des Bahnhofs Wettiner Straße vorsah. Das Geltungs- und Repräsentationsbedürfnis im Dritten Reich verlangte nach gewaltigen Dimensionen, der neue Zentralbahnhof sollte sich auf 300 Metern Länge und 200 Metern Breite ausdehnen, außerdem waren ein überdimensionierter Vorplatz und großzügige Straßen vorgesehen, um Platz für Kundgebungen und Aufmärsche zu schaffen. In der Nähe sollte zwischen Freiberger Straße und Ehrlichstraße, dem sogenannten Reichsbahnbogen, eine ebenso dem Zeitgeist entsprechende wie Macht demonstrierende Bebauung entstehen. Mit Ausbruch des Zweiten Weltkrieges waren diese Pläne jedoch schnell hinfällig. Während der Luftangriffe auf Dresden 1945 wurde die Hallenkonstruktion stark in Mitleidenschaft gezogen. Die Beschädigungen waren jedoch nicht so schwerwiegend, dass sie den im Jahr 1953 vollzogenen Abriss der Bahnsteighalle einschließlich dreier Eckpfeiler gerechtfertigt hätten. Lediglich einer von vier Eckpfeilern blieb erhalten, da sich in ihm der Rauchabzug der Bahnhofsheizung befand.
Zuvor war erneut ein Umbau des Bahnhofs in einen Zentralbahnhof ins Auge gefasst worden. Die großflächige Zerstörung Dresdens hätte eine weitreichende Neugestaltung der Eisenbahnanlagen ermöglicht und so wurden in den Jahren 1946 und 1947 mehrere Entwürfe zu einem neuen großzügig dimensionierten Hauptbahnhof anstelle des Bahnhofs Wettiner Straße erstellt. Dieser sollte mit 17 Durchgangs- und drei Kopfgleisen auf 400 Metern Länge und 186,5 Metern Breite parallel zur Könneritzstraße entstehen. Das seitlich angeordnete Empfangsgebäude war auf der Innenstadtseite vorgesehen. In Folgeentwürfen wurden die Dimensionen durch Aufgabe der Gepäckbahnsteige etwas reduziert, der Entwurf aber im Wesentlichen beibehalten. Ein Hauptziel dieser geplanten Umgestaltung des Eisenbahnknotens war, Züge der Ost-West-Relation Chemnitz–Görlitz ohne Fahrtrichtungswechsel über Dresden zu führen. Warum diese Planungen letztlich nicht durchgeführt wurden, kann nicht mehr mit Sicherheit beantwortet werden, jedoch werden Finanznot, Materialknappheit, Arbeitskräftemangel und allgemeine Planungsunsicherheit im gesellschaftspolitischen Wandel als mögliche Gründe genannt.
Der bisherige Name des Bahnhofs bezog sich auf das Fürstengeschlecht der Wettiner und war somit nicht im Sinne des sozialistischen Systems. Daher wurde der Bahnhof am 20. Juli 1946 in Dresden-Mitte umbenannt. In den folgenden 40 Jahren veränderte sich wenig. Da nun keine Bahnsteigüberdachung mehr vorhanden war, die Gleise und Gebäude jedoch für einen überdachten Bahnhof ausgelegt waren, bahnte sich in der Folge Regenwasser den Weg durch den unzureichend abgedichteten Boden und sorgte für einen schrittweisen Verfall.

### Umbau nach der Wende

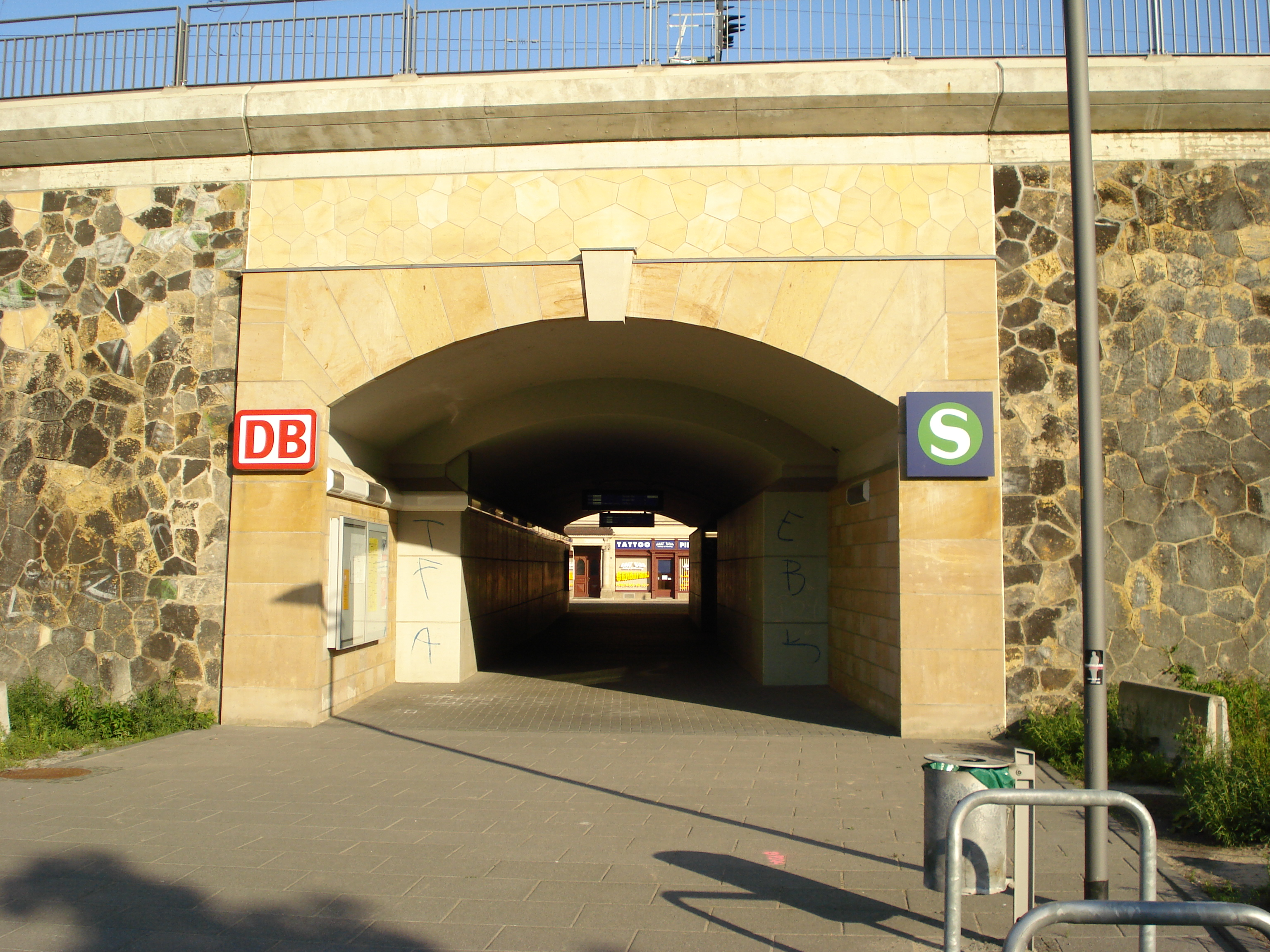
Neuer Personentunnel

Nach der Wende gab es zunächst Pläne, eine gläserne Bahnhofshalle mit zwei Stockwerken, Läden und Büros nach Entwürfen des Architektenbüros Ingenhoven zu errichten. Aus Kostengründen wurde dieser Entwurf jedoch nicht verwirklicht. Im Jahr 1997 fanden kleinere Renovierungsarbeiten statt und ab November 2001 sanierte die Deutsche Bahn AG im Zuge des Streckenausbaus Leipzig–Dresden den Bahnhof von Grund auf. Straßenbahnen fahren seit Mitte 2002 unter den Gleisen durch und halten direkt vor dem Bahnsteigzugang in der Jahnstraße an der Großmarkthalle. Die neuen Bahnsteige 1 und 2 wurden im Januar 2003 und die Bahnsteige 3 und 4 im Oktober 2004 fertiggestellt. Am nördlichen Bahnsteigende wurde außerdem ein zunächst nicht geplanter zusätzlicher Personentunnel erbaut, der die Wegebeziehungen in die nördliche Friedrichstadt verbessert. Als erster Schritt des Innenausbaus eröffnete im März 2005 ein DB Service Store.
Der zwischen dem Bahnhof Mitte und der Weißeritzstraße gelegene Bahnhofsvorplatz wurde im Jahr 2011 für etwa 850.000 Euro neu gestaltet. Auf dem Platz entstand auch ein 23 Meter langes Band aus Granitfindlingen und leuchtend roten Steinnachbildungen aus Glasfaser, das an den früheren Verlauf der Weißeritz erinnern soll. Die Seite zur Könneritzstraße ist mit Wandbildern gestaltet, die teils zur Bahnbögengalerie gehören.

## Aufbau

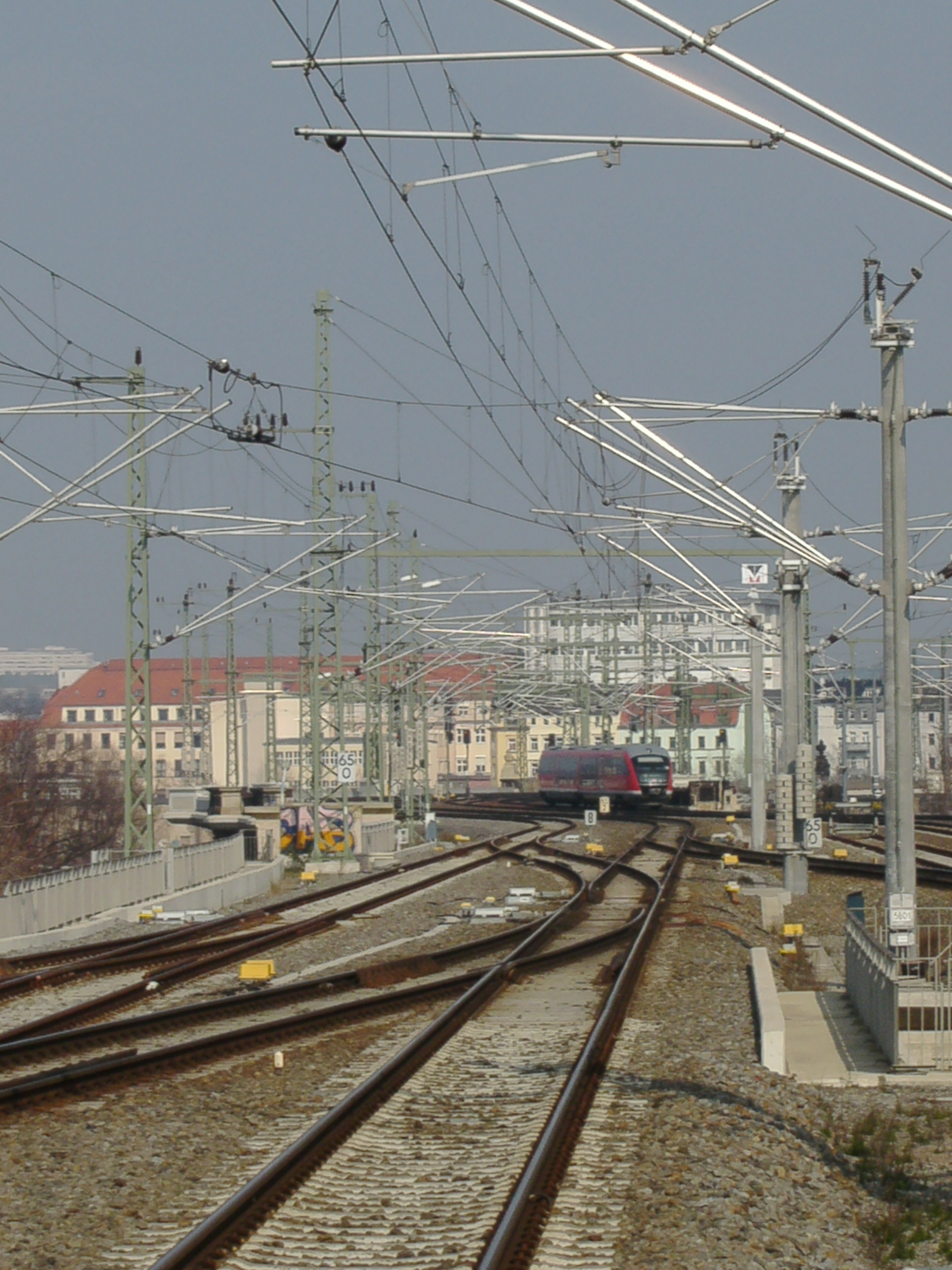
Nordostkopf Richtung Marienbrücke

Der Bahnhof Dresden Mitte ist ein Durchgangsbahnhof mit vier Bahnsteigkanten. Die Züge der S-Bahn Dresden verkehren über die Gleise 1 und 2. Auf den Gleisen 3 und 4 verkehren Regional- und Fernverkehrszüge, wobei nur für die Regionalzüge auch Verkehrshalte bestehen. Zwei weitere Gleise an der Nordwestseite des Bahnhofs dienen dem Güterverkehr. Im Südwestkopf des Bahnhofs zweigt die Strecke der Berliner Eisenbahn zum Güterbahnhof Dresden-Friedrichstadt ab. Nordöstlich des Bahnhofs liegt die Marienbrücke über die Elbe und daran anschließend der Bahnhof Dresden-Neustadt.

## Verkehrliche Bedeutung
Aufgrund der zentralen Lage innerhalb Dresdens und der vielfältigen Umsteigemöglichkeiten kommt dem Bahnhof Mitte für den Nah- und Regionalverkehr große Bedeutung zu. Alle Regionalzüge sowie die drei S-Bahnlinien, die auf der Dresdner Verbindungsbahn verkehren, halten hier.
| Linie                    | Linienverlauf | Takt (min)                                                           | EVU              |
| ------------------------ | --- | -------------------------------------------------------------------- | ---------------- |
| RE1                      | Dresden Hbf – Dresden Mitte – Dresden-Neustadt – Dresden-Klotzsche – Bischofswerda – Bautzen – Löbau (Sachs) – Görlitz               | Mo–Fr: 60, Sa u. So: 120                                             | trilex           |
| RE2                      | Dresden Hbf – Dresden Mitte – Dresden-Neustadt – Dresden-Klotzsche – Bischofswerda – Ebersbach (Sachs) – Zittau (– Liberec)          | 120                                                                  | trilex           |
| RE15                     | Dresden Hbf – Dresden Mitte – Dresden-Neustadt – Großenhain Cottb Bf – Ruhland – Hoyerswerda                                         | 120                                                                  | DB Regio Nordost |
| RE18                     | Dresden Hbf – Dresden Mitte – Dresden-Neustadt – Großenhain Cottb Bf – Ruhland – Senftenberg – Cottbus                               | 120                                                                  | DB Regio Nordost |
| RE50                     | Dresden Hbf – Dresden Mitte – Dresden-Neustadt – Riesa – Leipzig Hbf                                                                 | 060                                                                  | DB Regio Südost  |
| RB60                     | Dresden Hbf – Dresden Mitte – Dresden-Neustadt – Dresden-Klotzsche – Bischofswerda – Bautzen – Löbau (Sachs) – Görlitz               | Mo–Fr: 60, Sa u. So: 120                                             | trilex           |
| RB61                     | Dresden Hbf – Dresden Mitte – Dresden-Neustadt – Dresden-Klotzsche – Bischofswerda – Ebersbach (Sachs) – Zittau                      | 120                                                                  | trilex           |
| S1                       | Meißen-Triebischtal – Coswig (b Dresden) – Dresden-Neustadt – Dresden Mitte – Dresden Hbf – Heidenau – Pirna – Bad Schandau – Schöna | 10/20 (Meißen-Triebischtal–Pirna Mo–Fr zur HVZ) 030 (60 nach Schöna) | DB Regio Südost  |
| S2                       | Dresden Flughafen – Dresden-Klotzsche – Dresden-Neustadt – Dresden Mitte – Dresden Hbf (– Heidenau – Pirna)                          | 030 (nach Pirna Mo–Sa)                                               | DB Regio Südost  |
| S8                       | Dresden Hbf – Dresden Mitte – Dresden-Neustadt – Dresden-Klotzsche – Kamenz (Sachs)                                                  | 060 (30 zur HVZ)                                                     | DB Regio Südost  |
| Stand: 12. Dezember 2021 | |                                                                      |                  |

Außerdem besteht Anbindung zu folgenden Linien der Dresdner Verkehrsbetriebe (Stand April 2022):
| Linie | Linienverlauf                                                                                |
| ----- | -------------------------------------------------------------------------------------------- |
| 1     | Prohlis – Gruna – Pirnaischer Platz – Postplatz – Bahnhof Mitte – Friedrichstadt – Leutewitz |
| 2     | Kleinzschachwitz – Gruna – Pirnaischer Platz – Postplatz – Bahnhof Mitte – Cotta – Gorbitz   |
| 6     | Niedersedlitz – Tolkewitz – Schillerplatz – Bahnhof Neustadt – Bahnhof Mitte – Wölfnitz      |
| 10    | Messe Dresden – Friedrichstadt – Bahnhof Mitte – Hauptbahnhof – Straßburger Platz – Striesen |
| 20    | Messe Dresden – Bahnhof Mitte – Postplatz (nur bei Veranstaltungen)                          |
| 68    | Cossebaude/Niederwartha – Cotta – Bahnhof Mitte – Postplatz – Leubnitzer Höhe (– Goppeln)    |

Den Bussen und Straßenbahnen stehen dabei drei Haltestellen zur Verfügung: Die zentrale Haltestelle auf der Jahnstraße, an der alle Linien halten; eine Haltestelle auf der Könneritzstraße, welche regulär nur durch die Linie 6 bedient wird, sowie eine Haltestelle auf der Weißeritzstraße, welche bei Umleitungen Verwendung findet und an der einige Umläufe der Linie 1 aus Richtung Prohlis in den späten Abendstunden enden.